# Historielärarnas förening
Historielärarnas Förening är en politiskt obunden och ideell förening, grundad 1941, som verkar på en demokratisk och humanistisk grund. Den syftar till att stärka och utveckla historieundervisningens villkor och kvalitet på alla nivåer (grundskola, gymnasium, högskola och folkbildning) och stärka samhörigheten mellan olika skolformers historielärare.
Några av de viktigaste frågorna som Historielärarnas Förening driver har konkretiserats i Historielärarnas manifest (antaget år 2011), exempelvis att historielärare återkommande ges möjlighet till relevant ämnesfortbildning, att läromedel i historia fortlöpande uppdateras och att läromedel av hög kvalitet ställs till undervisningens förfogande, att utrymmet för historieundervisning vidgas, och att historielärare inom ramen för sin anställning bereds möjlighet till återkommande kontakter och erfarenhetsutbyte med kolleger, såväl inom landet som inom övriga Norden och Europa. Historielärarnas Förening stödjer lokalföreningarnas arbete med ämnesfortbildning och är också med och arrangerar De svenska historiedagarna. Historielärarnas Förening utger sedan 1941 Historielärarnas Förenings Årsskrift, med artiklar, debattinlägg och recensioner av nyutkommen historisk litteratur, och sedan 1978 skriftserien Aktuellt om historia. Sedan 2018 är Historielärarnas Förening medlem i Euroclio, en paraplyorganisation för drygt sjuttio nationella sammanslutningar med anknytning till historieundervisning och kulturarv i ett fyrtiotal länder, de flesta europeiska.
Historielärarnas Förening har varit verksam som riksförening sedan 1942, medan lokalföreningar funnits ända sedan 1933. Hundratals engagerade historielärare har medverkat i styrelsen och tusentals har deltagit i fortbildningsdagar och resor. Bland namnkunniga medlemmar kan nämnas tidigare ordförande som professorerna Nils Ahnlund, Sten Carlsson, Per Thullberg, Klas-Göran Karlsson och Hans Albin Larsson, liksom legendariska lärarutbildare som Christer Karlegärd, Christer Öhman och Maj Rune.

## Ordförande i Historielärarnas Förening[2]
- 1942–1947 Nils Ahnlund, professor
- 1948–1953 Sven Grauers, professor
- 1954–1960 Torvald Höjer, professor
- 1960–1969 Sten Carlsson, professor
- 1970–1973 Åke Holmberg, professor
- 1974–1976 Gunnar Richardsson, docent
- 1977–1978 Göran Rystad, professor
- 1978–1979 Lennart Bohman, lektor
- 1980–1983 Lars Arne Norborg, docent
- 1984–1993 Ola Lindqvist, docent
- 1994–1997 Per Thullberg, professor
- 1997–2003 Klas Göran Karlsson, professor
- 2003–2015 Hans Albin Larsson, professor
- 2015–2020 David Ludvigsson, biträdande professor
- 2020–2023 Anders Persson, docent
- 2023–     Hans Olofsson, läroboksförfattare

## Redaktör för årsskriften[2]
- 1948–1969 Ivar Seth
- 1969–1984 Hans Lennart Lundh
- 1984–1988 Maj Rune
- 1989–1995 Bengt Gehlin
- 1995–1998 Hans Lindberg
- 1999–2021 Bengt Nilson
- 2022–2024 Henrik Åström Elmersjö & David Sjögren
- 2025– Julia Håkansson & Emma Severinsson

## Historielärarnas manifest
Vid föreningsstämman 7 oktober 2011 antogs Historielärarnas manifest. Historielärarnas förening verkar för att stärka historieundervisningens kvalitet och villkor och eftersträvar därför:
- att utrymmet för historieundervisning i såväl grundskolan som i gymnasieskolan vidgas,
- att all historieundervisning genomförs under ledning av lärare som är väl utbildade för uppgiften,
- att alla historielärare återkommande ges möjlighet till en relevant fortbildning där den enskilde läraren kan påverka fortbildningens innehåll,
- att all historieundervisning ges sådana förutsättningar att läraren inom ramen för sin anställning har ordentligt med tid till såväl förberedelser som efterbehandling,
- att läromedlen för historia fortlöpande uppdateras och att såväl textböcker som historiska kartböcker av hög kvalitet ställs till undervisningens förfogande,
- att kvaliteten på undervisningen och på utbildningen av blivande historielärare fortlöpande utvärderas,
- att det historiska perspektivet, som nämns i såväl läroplaner som beslutet om 2011 års lärarutbildning, konkretiseras och ges ett berättigat utrymme i alla relevanta sammanhang, dvs i all skolundervisning och all lärarutbildning,
- att kunskapsnivåerna hos eleverna återkommande prövas genom nationella prov i historia och att betygsättningen därmed ges så goda förutsättningar som möjligt och
- att historielärare inom ramen för sin anställning bereds möjlighet till återkommande kontakter och erfarenhetsutbyten med kolleger, såväl inom landet som inom övriga Norden och Europa.